# Anastazja Karłowicz
Anastazja Karłowicz, ukr. Анастасія Карловіч (ur. 29 maja 1982 w Dniepropetrowsku) – ukraińska szachistka, arcymistrzyni od 2003 roku.

## Kariera szachowa
Była wielokrotną medalistką mistrzostw Ukrainy juniorek, w tym złotą (2000 – do 18 lat), dwukrotnie srebrną (1999 – do 18 lat, 2001 – do 20 lat) oraz brązową (1997 – do 16 lat), jak również wielokrotną reprezentantką kraju na mistrzostwach świata i Europy juniorek w różnych kategoriach wiekowych (najlepszy wynik: Litochoron 1999 – V m. na ME do 18 lat).
Normy na tytuł arcymistrzyni wypełniła w Dniepropietrowsku (2001), Świdnicy (2002, memoriał Michała Sośnickiego) oraz Kazaniu (2002). W 2003 r. podzieliła II m. (za Oksaną Wozowik, wspólnie m.in. z Kateriną Rohonyan i Tatianą Kononenko) w Charkowie, natomiast w 2006 r. dwukrotnie podzieliła III m., w otwartym turnieju w Atenach oraz ponownie w Charkowie (za Oksaną Wozowicz i Carmen Voicu, wspólnie z Jewgieniją Dołuchanową). W 2007 r. podzieliła II m. w kolejnym openie, rozegranym w Ajos Nikolaos, a w 2008 i 2009 r. powtórzyła to osiągnięcie w Charkowie (odpowiednio za Galiną Bresławską, wspólnie z Oksaną Wozowicz oraz za Jewgieniją Dołuchanową, wspólnie ze Swietłaną Pietrenko).
Najwyższy ranking w dotychczasowej karierze osiągnęła 1 października 2001 r., z wynikiem 2313 punktów zajmowała wówczas 12. miejsce wśród ukraińskich szachistek.